# Cathédrale de la Transfiguration-du-Sauveur de Nijniaia Siniatchika
Pour les articles homonymes, voir Cathédrale de la Transfiguration.
La cathédrale de la Transfiguration du Sauveur de Nijniaia Siniatchika (en russe : Спасо-Преображенская Церковь) est un édifice religieux orthodoxe, dont la construction a été décidée en 1794, à Nijniaia Siniatchika (ru), par un décret du représentant de l'industrie de l'Oural, S Iakovlev. L'édifice est consacré en 1823. Selon une légende locale, ce seraient des Italiens qui auraient construit la cathédrale. Toutefois selon les spécialistes c'est un architecte de Tobolsk qui est l'auteur des plans. Cet édifice est le seul édifice de style baroque sibérien de la région de l'Oural. 
La restauration du sanctuaire a commencé vers la fin des années 1960, grâce aux efforts de I. D. Samoïlov. Après avoir restauré le deuxième étage de l'église il a créé, dans les années 1980 un musée de peinture populaire de l'Oural qui rassemble non seulement des ustensiles utilitaires traditionnels, mais aussi des intérieurs de maison.  

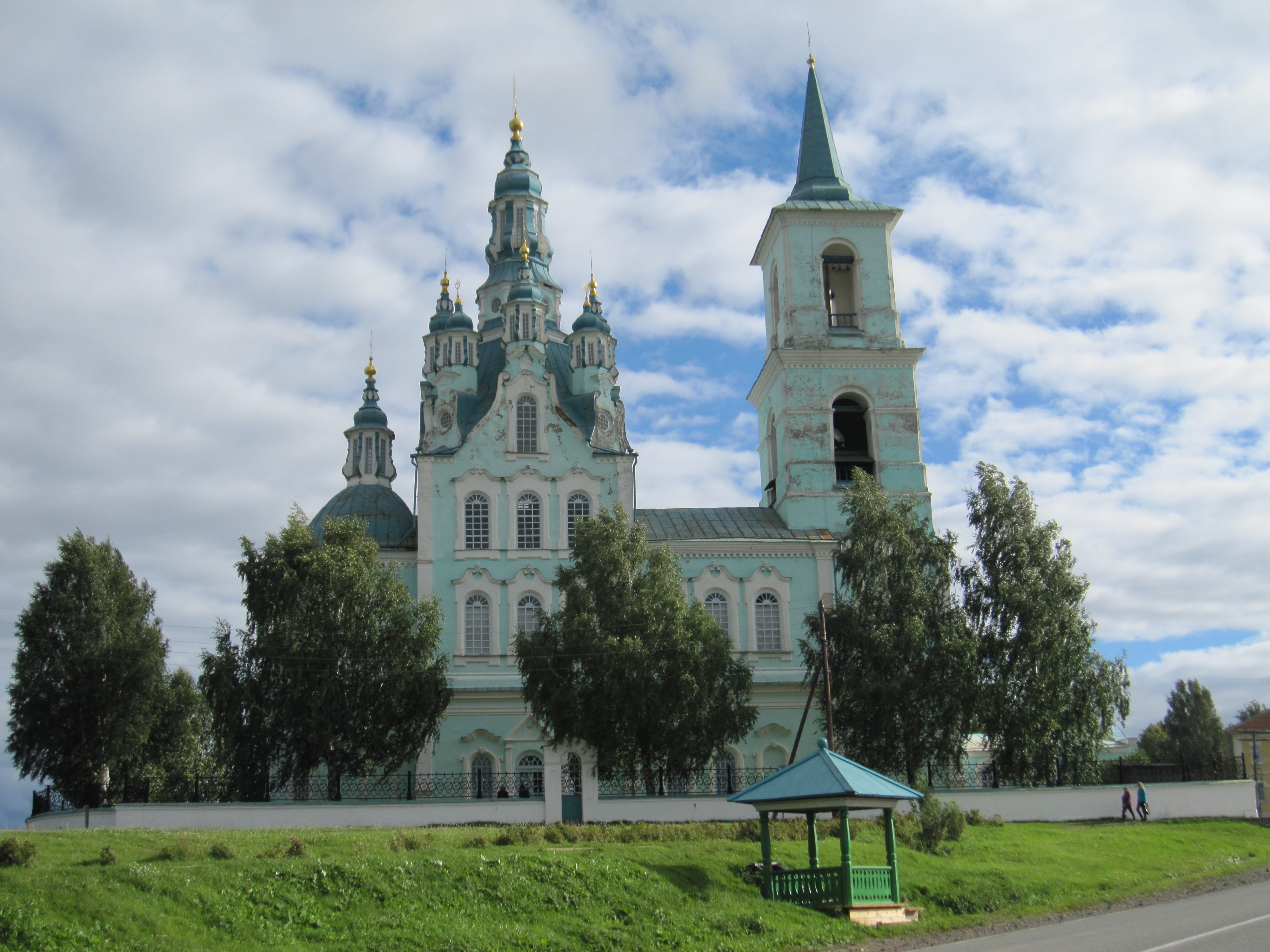
vue latérale

I. D Samoïlov est né à Isakovo sur la rivière Rej. C'est là qu'il a rassemblé la plupart des objets réunis dans son musée, qui concernent tant l'architecture en bois que la peinture et l'artisanat populaire.